# Großsteingrab Dänischenhagen
Das Großsteingrab Dänischenhagen war eine megalithische Grabanlage der jungsteinzeitlichen Trichterbecherkultur in Dänischenhagen im Kreis Rendsburg-Eckernförde in Schleswig-Holstein. Das Grab trägt die Fundplatznummer Dänischenhagen LA 63. Seine Überreste wurden 1969 bei Straßenbauarbeiten entdeckt und baubegleitend von Gottfried Schäfer archäologisch untersucht.

## Lage
Das Grab befand sich im Norden von Dänischenhagen an der Straße Nöhrenkoppel.

## Beschreibung
Die Anlage besaß eine annähernd nord-südlich orientierte Grabkammer, bei der es sich um einen erweiterten Dolmen mit einem leicht ovalen Grundriss handelte. Die Wand- und Decksteine waren bereits alle entfernt worden, Schäfer konnte 1969 aber noch die Standspuren von allen Wandsteinen feststellen. Die Kammer besaß ursprünglich drei Wandsteinpaare an den Langseiten, einen großen Abschlussstein an der nördlichen Schmalseite und einen kleinen Abschlussstein, der die westliche Hälfte der Südseite einnahm und somit an der Ostseite einen Zugang zur Kammer freiließ. Die Standgruben der Wandsteine waren etwa 15 cm bis 30 cm tiefer als der Kammerboden. Die Grube des nördlichen Abschlusssteins hatte eine Länge von 2,3 m und eine Breite von 1,2 m. Schäfer konnte weiterhin Standspuren von Verkeilsteinen der Wandsteine auf dem Kammerboden, Reste des Zwischenmauerwerks aus den Lücken der Wandsteine und eine Packung aus Rollsteinen und Steinplatten vor der Standspur des südwestlichen Abschlusssteins feststellen. An den Außenseiten der Kammer waren Reste einer Ummantelung aus mit gebranntem Feuerstein durchsetztem Lehm und Rollsteinen erhalten. Der Kammerboden wies ein Pflaster auf, das aus einer unteren, 2–5 cm dicken Schicht aus rötlich gebranntem Lehm und einer oberen, 5–10 cm dicken Schicht aus gebranntem Feuerstein bestand. Die darüber liegende Bestattungsschicht war nur noch teilweise erhalten. Von den Grabbeigaben wurden noch zwei Feuerstein-Klingen und eine unverzierte Keramikscherbe gefunden.